# جيرارد كولينز
جيرارد كولينز (بالإنجليزية: Gerry Collins)‏ (و. 1938  م) هو سياسي، ودبلوماسي أيرلندي.

## مناصب
تولى منصب عضو في البرلمان الأوروبي (20 يوليو 1999–20 يوليو 2004)
- عضو في البرلمان الأوروبي (19 يوليو 1994–19 يوليو 1999)
- نائب دييل (14 ديسمبر 1992–15 مايو 1997)[1]
- وزير الخارجية والتجارة  [لغات أخرى]‏ (12 يوليو 1989–11 فبراير 1992)
- نائب دييل (29 يونيو 1989–5 نوفمبر 1992)[1]
- وزير العدل والمساواة [الإنجليزية]‏ (10 مارس 1987–12 يوليو 1989)
- نائب دييل (10 مارس 1987–25 مايو 1989)[1]
- نائب دييل (14 ديسمبر 1982–20 يناير 1987)[1]
- نائب دييل (9 مارس 1982–4 نوفمبر 1982)[1]
- وزير الخارجية والتجارة  [لغات أخرى]‏ (9 مارس 1982–14 ديسمبر 1982)
- نائب دييل (30 يونيو 1981–27 يناير 1982)[1]
- نائب دييل (5 يوليو 1977–21 مايو 1981)[1]
- وزير العدل والمساواة [الإنجليزية]‏ (5 يوليو 1977–30 يونيو 1981)
- نائب دييل (14 مارس 1973–25 مايو 1977)[1]
- Minister for Posts and Telegraphs [الإنجليزية]‏ (9 مايو 1970–14 مارس 1973)
- نائب دييل (2 يوليو 1969–5 فبراير 1973)[1]
- نائب دييل (9 نوفمبر 1967–21 مايو 1969).[1]

## التعليم
تعلم في كلية دبلن الجامعية.

## روابط خارجية
- جيرارد كولينز على موقع مونزينجر (الألمانية)